# Northern Exposure
Northern Exposure (conocida como Doctor en Alaska en España o La última frontera en Hispanoamérica) fue una serie de televisión estadounidense de la cadena CBS que estuvo en antena entre 1990 y 1995. La serie narra las peripecias de un joven médico judío y neoyorquino que se ve obligado a pasar varios años ejerciendo su profesión en el remoto (y ficticio) pueblo de Cicely, Alaska (Roslyn, Washington, en la realidad), y teniendo que convivir con sus peculiares y excéntricos residentes. Anchorage es la capital de la región donde se ubica Cicely y allí se halla el hospital de referencia.
El motor del relato, a lo largo de sus seis temporadas, son las peripecias surgidas entre los ciudadanos de tan peculiar lugar, así como el contraste de la visión racional y científica del doctor frente a la naturaleza agreste y salvaje del territorio y las diversas mentalidades de sus habitantes.
La mayor parte de los arcos argumentales de la serie recaen sobre los personajes, sus caracteres y personalidades, y en ellos prevalecen la dramaturgia, el diálogo y la labor actoral sobre la pura acción o los giros, más o menos impactantes, del guion.
En el Reino Unido se hizo una versión llamada Doc Martin. En España se hizo una versión llamada Doctor Mateo en la que se cambiaba Alaska por la región española de Asturias. En la televisión autonómica gallega RTVG  se hizo una versión ambientada en la Costa de la Muerte titulada Mareas Vivas, pero el protagonista era un juez. 

## Personajes principales

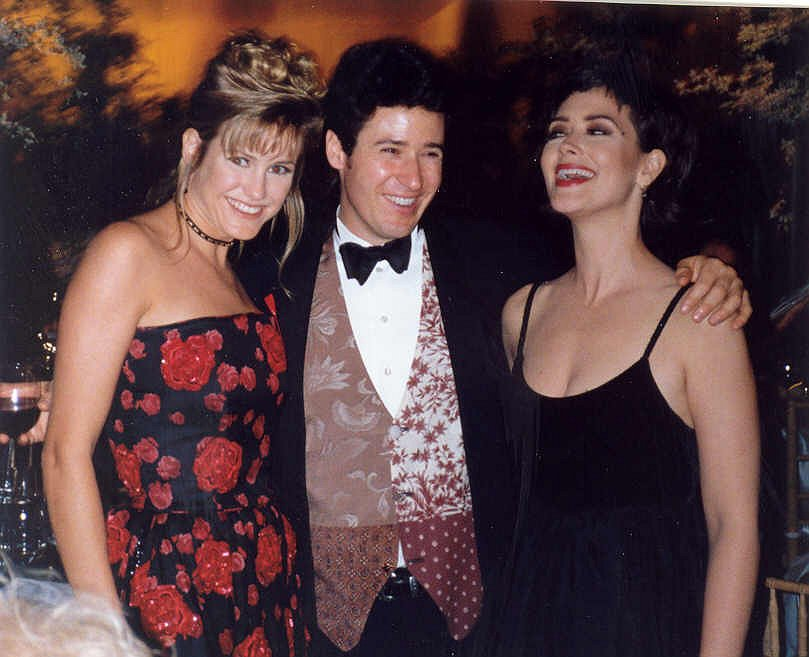
Cynthia Geary, Rob Morrow y Janine Turner en los premios Emmy de 1993.

- Joel Fleischman (Interpretado por Rob Morrow / Doblado por Rafa Romero): Doctor en Medicina, judío, neoyorquino, cosmopolita y neurótico. Joel Fleischman es, en principio, el personaje central de la serie. Cursa los estudios de medicina gracias a una beca a cambio de ejercer durante cuatro años como profesional en Alaska. Pero, en lugar de hacerlo en la comodidad del Hospital General de Anchorage, donde se suponía que debería ocupar una plaza, es enviado al remoto pueblo de Cicely. El desarrollo cómico y dramático de la serie se centrará en la confrontación entre el racionalismo extremo y descreído de Fleischman y la visión más peculiar, comunitaria y sosegada de los habitantes del pueblo, y en especial en la relación de continuo amor/odio que establecerá con Maggie O'Connell. Sin embargo, como era de esperar, la experiencia de vivir en Cicely creará en Joel toda clase de dudas sobre sus convicciones, obligándolo a replantearse sus esquemas vitales y convirtiéndolo, en última instancia, en un "cicelyano" más.

- Maggie O'Connell (Interpretada por Janine Turner / Doblada por Yolanda Mateos): Maggie O'Connell es una mujer apasionada, atractiva, feminista, independiente y a veces también algo neurótica. Trabaja como piloto de avioneta, medio de transporte vital para moverse por los inhóspitos terrenos de Alaska y complementa sus ingresos con su actividad como casera de varias edificaciones en el pueblo (entre las que se encuentra, cómo no, la cabaña de Joel). Además tiene un activo papel en el funcionamiento del pueblo, donde ejerció como alcaldesa durante una legislatura.

Llegó a Cicely escapando de la vida que le esperaba como miembro de una familia de empresarios muy pudiente de Grosse Pointe, Míchigan. Su futuro, como se le supone a una chica de su posición, estaba predestinado a las fiestas y veladas de alta sociedad, a la inevitable boda con alguien de su mismo rango y a ver crecer a sus hijos y nietos en la mansión familiar. Nada de esto encajaba con la necesidad de libertad y aventuras de la joven Maggie, que aprovechó la primera oportunidad que tuvo para escapar a Alaska con su primer novio, que estaba escribiendo un libro sobre montañismo. Tanto este como los siguientes novios de Maggie murieron en extraños e improbables accidentes, lo que ayudó a crear la leyenda de "la maldición de O'Connell", tema recurrente en la serie y que se entrecruzará también en su tormentosa relación con Fleischman.
Víctimas de la maldición
- Harry: Comió una ensalada de patata en mal estado durante un pícnic.
- Bruce: Lo mató un rayo cuando estaba de pesca.
- Glen: Se salió en una curva (conduciendo un Volvo, según Chris Stevens) y acabó en la base de pruebas de misiles.
- Dave: Se durmió en un glaciar y murió congelado.
- Rick: Le cayó encima un satélite cuando acampaba.

- Chris Stevens (Interpretado por John Corbett / Doblado por Angel Quislant): Locutor de la radio local K-OSO (KBHR) propiedad de Maurice Minnifield. Stevens es un exconvicto de Virginia Occidental con un pasado manchado por delitos menores y totalmente reinsertado. Es un personaje culto y sincero que ejerce de filósofo condensando grandes ideas sobre los sucesos que acontecen en cada capítulo, haciendo en ocasiones de narrador. Cuando estuvo en la cárcel respondió a un anuncio de la revista Rolling Stone que le dio el título de sacerdote, lo que lo habilita para ser el párroco "no oficial" de Cicely, si por tal se entiende oficiar bodas, entierros y bautizos, siempre con su particular estilo. Todos los varones de su familia mueren jóvenes (en torno a los 40 años) por lo que pasó la crisis de la mediana edad a los 20.

- Ed Chigliak (Interpretado por Darren E. Burrows / Doblado por Iván Jara): Ed es un joven de madre blanca y padre indio, fue hallado abandonado debajo de un árbol. A pesar de su apariencia (pelo largo, chupa de cuero...) es un personaje muy tierno y reflexivo. Su actitud humilde y ligeramente introvertida esconde una gran inteligencia. Aficionado al cine, se cartea con importantes directores como Woody Allen, Steven Spielberg o Martin Scorsese, dándole éstos, en ocasiones, consejos para sus propios proyectos en los que involucra a los ciudadanos de Cicely.

- Maurice Minnifield (Interpretado por Barry Corbin / Doblado por Fernando Hernández): Propietario de la emisora de radio y periódico local, además de muchas hectáreas de tierra, este exastronauta llegó a Cicely 20 años antes del comienzo de la serie, convirtiéndose en la persona más pudiente del pueblo y gran amigo de Holling Vincoeur. Es un personaje prepotente con fuerte carácter e ideas muy conservadoras, convencido de que el desarrollo de Cicely pasa por sus manos.

- Holling Vincoeur (Interpretado por John Cullum / Doblado por Iñaki Alonso): Descendiente de una familia de malvados aristócratas franceses (pasado del que reniega), procede de Quebec. Es el propietario del Brick, bar y centro de la vida social de Cicely. Lo regenta junto a su compañera sentimental Shelly Tambo, mucho más joven que él. Además, ejerce como alcalde en las dos primeras temporadas. Antes de asentarse, Holling vivía en constante aventura en los bosques y montañas de Alaska como trampero, tiempo en el que conoció a su gran amigo Maurice Minnifield. Todos los varones de su familia mueren en torno a los 120 años, por lo que pasa la crisis de la mediana edad en torno a los 60, poco antes de engendrar con Shelly a su única hija, Miranda.

- Shelly Tambo (Interpretada por Cynthia Geary/Doblada por Yolanda Quesada): Llegó a Cicely de la mano de Maurice Minnifield tras ganar el concurso de "Miss Paso del Noroeste" con la intención de casarse con él, pero al poco tiempo de conocer a Holling Vincoeur se decide por este, lo que crea tensión entre los dos amigos. Es un personaje inocente e ingenuo que alterna madurez con inmadurez.

El personaje, según estaba previsto originalmente, sería descendiente de nativos americanos, hasta que le llegó el turno a Cynthia Geary en el casting. Su actuación fue tan convincente que la seleccionaron aunque tuvieran que cambiar los orígenes del personaje.
- Marilyn Whirlwind (Interpretada por Elaine Miles / Doblada por Mayte Torres): Trabaja como recepcionista en la consulta del Dr. Fleischman, al que desquicia con sus silencios y sus respuestas monosilábicas y directas. Es muy relajada, tranquila y parece que no hay lugar en ella para la duda.

- Ruth Anne Miller (Interpretada por Peg Phillips / Doblada por Ana María Saizar): Lleva la única tienda del pueblo, que pertenecía originalmente a Maurice Minnifield pero terminará comprándosela para tener total libertad de decisión, lo que provocará una importante tensión entre ellos. Viuda y con dos hijos, uno poeta y el otro inversor de banca, ambos viven fuera de Cicely y solo llegaremos a conocer al segundo. Es una anciana dulce pero de fuerte carácter, y muy independiente.

- Michelle Schowdoski Capra (Interpretado por Teri Polo) (Temporada 6)

- Dr. Phillip 'Phil' Capra  (Interpretada por Paul Provenza) (Temporada 6)

## Capítulos
Cambio de ordenación en la versión Española
De acuerdo con la emisión actualmente visible en Filmin, en la versión española hay ciertos cambios respecto a la ordenación siguiente, que se corresponde con la versión original
- El capítulo 4 de la 1.ª temporada (Sueños, planes...) desaparece, y su contenido con respecto a la historia del embarazo fantasma de Shelly y su compromiso matrimonial con Holling queda integrado en el episodio 6 (5, por tanto, en la numeración española, Sexo,mentiras...), manteniendo la duración en torno a los 45 minutos habitual en los capítulos.
- El episodio 5 de la 3.ª temporada (Jules y Joel) se coloca como último (número 8, de esta manera) de la segunda temporada.
- El episodio 6 de la 6.ª temporada (Zarya) se utiliza como episodio final (número 25) de la 5.ª temporada.

Temporada 1
| USA | España | Título                                    | Sinopsis |
| --- | ------ | ----------------------------------------- | --- |
| 1.  | 1.     | Doctor en Alaska                          | El joven doctor neoyorquino Joel Fleischman se ve obligado a ejercer la medicina en Cicely (Alaska) contra su voluntad. |
| 2.  | 2.     | Cerebros, habilidad e inteligencia nativa | La homosexualidad de Whitman crea un conflicto entre Chris y Maurice. Joel intenta que el tío de Ed, curandero de la tribu, se someta a un tratamiento de medicina convencional.                                               |
| 3.  | 3.     | Soapy Sanderson                           | En su testamento, Soapy lega sus tierras a Joel y a Maggie. Ed descubre su verdadera vocación: el cine. |
| 4.  | 5a.    | Sueños, planes y campos de golf           | Shelly y Holling deciden casarse. Maurice y Joel negocian con unos inversores japoneses a base de jugar al golf. |
| 5.  | 4.     | Gripe rusa                                | Elaine, la novia de Joel, llega para visitarlo, pero hay epidemia de gripe rusa en Cicely. |
| 6.  | 5b.    | Sexo, mentiras y cintas de Ed             | Shelly recibe la visita de su marido Wayne. Un bulto en el pecho de Rick despierta en él el temor a la «maldición de Maggie». Ed no sabe imitar el estilo de Hollywood.                                                        |
| 7.  | 6.     | Un momento Kodiak                         | Maurice adopta a Chris, pero este no se siente del todo a gusto con su papel. Holling quiere enfrentarse a Jessie el oso, pero hay elementos que lo distraen. Joel, con la ayuda de Maggie, da clases de preparación al parto. |
| 8.  | 7.     | Aurora Borealis                           | La luna llena perturba los sueños de los habitantes de Cicely. Joel conoce a Adam, un yeti gurmé. Bernard llega a Cicely, aunque no sabe cómo, y conoce a Chris.                                                               |

Temporada 2
| USA | España | Título                   | Sinopsis |
| --- | ------ | ------------------------ | --- |
| 1.  | 1.     | Adiós a todas esas cosas | Joel recibe una carta de su prometida Elaine diciéndole que le deja. Holling instala una televisión por satélite, pero Shelly no es capaz de dejar de mirarla y se vuelve adicta a la teletienda. |
| 2.  | 2.     | El gran beso             | Ed intenta averiguar algo sobre sus padres con la ayuda de un viejo espíritu indio. Chris pierde la voz al ver a una mujer hermosa, y sólo puede recuperarla acostándose con la mujer más guapa de Cicely. |
| 3.  | 3.     | Todo es vanidad          | Holling decide hacerse la circuncisión para gustar más a Shelly. Un hombre desconocido muere en Cicely. Maggie teme que su padre no apruebe a Rick, por lo que le cuenta que su novio es Joel. |
| 4.  | 4.     | Lo que hice por amor     | Joel planea unas vacaciones en Nueva York y su sustituto, Dave, es encantador. Pero Maggie sueña que Joel muere durante el vuelo, algo grave teniendo en cuenta su historial. Maurice recibe la visita de una vieja amante y sospecha que tiene apnea del sueño. Empezamos a saber cosas sobre las fundadoras de Cicely. |
| 5.  | 5.     | Vacaciones de primavera  | Todos los habitantes de Cicely están alterados con la llegada de la primavera. En concreto, Joel y Maggie tienen la libido por las nubes. La agente Barbara Semanski llega para investigar varios robos, y Maurice se enamora de ella.                                                                                   |
| 6.  | 6.     | Guerra y paz             | Nikolai, un famoso cantante de ópera ruso, llega para su visita anual a Cicely; todos están encantados menos Maurice. Ed se enamora y le pide a Chris que le escriba una carta para conquistar a la chica. Holling no puede descansar debido a sus sueños.                                                               |
| 7.  | 7.     | Baile lento              | Rick muere cuando le cae encima un satélite: parece que la "maldición de Maggie" ataca de nuevo. Holling se encuentra con una vieja amiga y Shelly se pone celosa. Una pareja quiere comprar la casa de Maurice, pero este no aprueba su modo de vida.                                                                   |
|     | 8.     | Jules y Joel             | (Ver temporada 3, número 5) |

Temporada 3
| USA | España                 | Título                             | Sinopsis |
| --- | ---------------------- | ---------------------------------- | --- |
| 1.  | 1.                     | El sinuoso camino del amor         | Maggie descubre cosas del pasado de Rick que le hacen tener una crisis con los hombres. Joel se encuentra con Adam y su mujer, Eve, y sufre una extraña situación en su cabaña. Maurice ve correspondido su amor por Semanski, hasta que su situación financiera resulta ser un elemento de conflicto.                                                                                  |
| 2.  | 2.                     | Sólo tú                            | Joel intenta estudiar el caso de atracción de las mujeres hacia Chris debido a sus feromonas, mientras este se enamora de la oculista, que es la única que no sucumbe a su olor. Maggie sufre una crisis debido a su problema de presbicia. Maurice experimenta un ataque de resentimiento hacia Holling a raíz de una fotografía.                                                      |
| 3.  | 3.                     | Oh naturaleza                      | Maggie y Joel se quedan atrapados en medio de la naturaleza debido a un fallo del motor de la avioneta de Maggie. Shelly recibe la visita de su amiga Cindy, que se ha casado con Wayne, del cual Shelly aún no se ha divorciado. |
| 4.  | 4.                     | Somos animales                     | Maggie cree encontrar a Rick reencarnado en un perro. Maurice intenta convencer a Marilyn para hacer negocio con su granja de avestruces. Ed sufre una crisis con su intento de película, y finalmente se decide a hacer una sobre la fauna humana de Cicely. |
| 5.  | Emitido en temporada 2 | Jules y Joel                       | El gemelo de Joel, pero totalmente opuesto en carácter, aparece en Cicely, y ambos se intercambian personalidades. Chris recibe noticias de un antiguo conocido que se quiere entregar por viejos crímenes. |
| 6.  | 5.                     | El cuerpo en cuestión              | Aparece un cuerpo en un bloque de hielo, con un diario que afirma que el difunto era un auxiliar de Napoleón, y que juntos huyeron de Waterloo para instalarse en Alaska, donde el emperador tuvo descendencia con una nativa. Joel recibe una visita del profeta Elías. Holling se siente turbado por sus orígenes franceses. Ed es animado por Ruth-Anne para continuar con su guion. |
| 7.  | 6.                     | Raíces                             | Bernard, el hermanastro de Chris, viene de visita, mientras este último tiene extraños sueños con África. Elaine, la ex de Joel, viene de visita, lo que altera tanto a este como a Maggie. Adam aparece en Cicely en busca de dinero. |
| 8.  | 7.                     | A cazar nos vamos                  | Joel se va de caza para intentar comprender la afición a ella. Ruth-Anne cumple 75 años y Ed le prepara una fiesta. |
| 9.  | 8.                     | Habla en serio                     | ¡El circo llega a Cicely! El hombre volador inicia una relación con Marilyn. Joel estudia sus libros. Shelly y Holling tienen una crisis a raíz de los pies de ella. |
| 10. | 9.                     | Compañeros de Seúl (Almas gemelas) | La Navidad llega a Cicely. Acompañada de una celebración local acerca de un cuervo, afecta de diferentes maneras a los personajes. Maurice descubre que tiene un hijo coreano. |
| 11. | 10.                    | Lugar: Cicely                      | Adam vuelve temporalmente a Cicely, donde, además de cocinar, escribirá para Maurice. Holling tiene deudas con el fisco, y vende parte de su bar a Chris. |
| 12. | 11.                    | Nuestra tribu                      | Joel es adoptado por una tribu local en agradecimiento a su labor. Holling cierra el pub para reformas, pero Maggie sospecha que hay otra razón para ello. |
| 13. | 12.                    | Las cosas se extinguen             | Holling tiene una crisis de la mediana edad cuando descubre que un tío suyo se ha muerto, mientras Chris recuerda la suya, con 21 años. Joel se siente abrumado al descubrir que es el único judío en la zona. Ed busca actividades a punto de extinguirse para recogerlas en un documental.                                                                                            |
| 14. | 13.                    | Quemando la casa                   | Maggie recibe la visita de su madre, que resulta desastrosa cuando le informa que se está divorciando de su padre, y queda por accidente su casa. Chris busca la vaca perfecta para lanzarla con una catapulta. Joel descubre que el deshollinador local es un antiguo golfista retirado.                                                                                               |
| 15. | 14.                    | Democracia en América              | ¡Elecciones en Cicely! Edna se enfrenta a Holling por el puesto de alcaldía. Ed vota por primera vez. Joel y Maggie tienen que compartir cargo al frente de la mesa electoral, y descubren sus diferentes opciones políticas. |
| 16. | 15.                    | Los tres amigos                    | Maurice y Holling emprenden una travesía para enterrar en un lugar remoto a un amigo común recién fallecido. Su historia refleja la que Chris está contando en la radio, extraída de La llamada del viento. |
| 17. | 16.                    | Perdido y encontrado               | Joel descubre que su cabaña tiene un fantasma, con el que se identifica. Eve vuelve a aparecer creyéndose enferma de nuevo. Maurice recibe la visita de un antiguo Coronel con quien sirvió y al que admira, aunque la visita resulta ser diferente en su objetivo de lo esperado. |
| 18. | 17.                    | Mi madre, mi hermana               | La madre Shelly aparece en Cicely, pero se hace pasar por su hermana ante su novio de 24 años. Un niño abandonado aparece en la consulta de Joel. Adam sufre extraños cambios de carácter. |
| 19. | 18.                    | Toque de diana                     | Un curandero acude a la consulta de Joel apara comparar sus modos de sanar. Shelly tiene una reacción cutánea que Joel no llega a comprender bien. Maggie recibe visitas de un oso y un atractivo desconocido. |
| 20. | 19.                    | La última frontera                 | Un misterioso paquete con destinatario desconocido llega a Cicely. Una excursión de turistas japoneses se hospeda en el Sourdough Inn, para el descontento de Maurice. Holling está desolado por la muerte de Jesse. |
| 21. | 20.                    | Ocurrió en Juneau                  | Mientras Chris tiene problemas de idioma, y recibe una visita de su hermano Bernard, que parece fuera de sincronía, Joel se va a un congreso en Juneau, donde planea cazar alguna doctora soltera, pero se ve obligado a compartir habitación con Maggie. |
| 22. | 21.                    | Nuestra boda                       | Eve y Adam deciden casarse, aunque tendrán primero que sortear algunas dificultades desconocidas. Shelly actúa como dama de honor con una pasión que desconcierta a Holling. Maggie tiene un comportamiento extraño con joel desde su vuelta de Juneau, pero reacciona aún peor al descubrir cosas que no pasaron allí.                                                                 |
| 23. | 22.                    | Cicely                             | Un anciano de 108 años, antiguo residente de Cicely, relata la fundación de la actual población, y la historia de sus fundadoras, Roslyn y Cicely. |

Temporada 4
|     | Título                            | Sinopsis |
| --- | --------------------------------- | --- |
| 1.  | Los pasos del noroeste            | Maggie cumple 30 años. Por sugerencia de Ed, decide acampar junto al río para celebrarlo, pero una infección convierte al experiencia en un delirio con sus exnovios muertos. Marilyn quiere aprende a conducir. Maurice habla y habla a una grabadora, mientras redacta sus memorias. |
| 2.  | Sol de medianoche                 | Joel sufre los efectos del sol de medianoche, con un estado de hiperexcitación, mientras actúa como entrenador para el equipo de baloncesto local. Un vendedor ambulante de ropa regresa a Cicely. |
| 3.  | Nada es perfecto                  | Chris mata accidentalmente a un perro mientras conduce, y cuando acude a informar a su dueña, resulta inmediatamente atraído por ella. Maurice compra un carísimo y antiguo reloj. Cuando vienen a instalarlo y ponerlo en marcha, el técnico no es exactamente quien Maurice imaginaba. |
| 4.  | Héroes                            | Chris recibe un extraño envío postal conteniendo los restos mortales de un antiguo y cercano amigo, lo que le hace plantearse muchas cosas. Un famoso roquero llega a la ciudad, despertando la admiración de Shelly, y contando con Ed para hacer un autodocumental sobre sí mismo. |
| 5.  | Haciendo burbujas                 | Mike Monrow, quien dice ser híper-alérgico, se instala en Cicley. Joel lo considera un simple hipocondríaco, pero Maggie resulta atraída por este nuevo habitante. El hijo economista de Ruth-Anne aparece en Cicely, de visita, con intención de cambiar su vida. |
| 6.  | Por ti mismo                      | El hombre volador reaparece en Cicely, y trata de nuevo de comprometerse con Marilyn. Maurice quiere incluir a su hijo coreano en su testamento. Ed encuentra un anillo posiblemente perteneciente a Fellini dentro de un pez. La atracción de Maggie por Mike va en aumento. |
| 7.  | La mala semilla                   | Una hija desconocida de Holling aparece en la ciudad, aunque él duda de la realidad de su filiación, y no le gusta la influencia que ejerce en Shelly. Ed se preocupa por una garza que crio de joven, y vuelve cada migración. Marilyn busca una nueva casa con la ayuda de Maggie. |
| 8.  | Acción de gracias                 | Llega el día de acción de gracias en Cicely, y Joel descubre las curiosas tradiciones que tienen los indios al respecto. Por otro lado, recibe la noticia de que se amplía su tiempo de servicio en Alaska, lo que el deprime absolutamente. Maggie sigue intimando con Mike. |
| 9.  | Haz lo correcto                   | Un antiguo espía de la KGB llega a Cicely vendiendo información a Maurice y otros habitantes. Maurice sufre una crisis a raíz de lo que saben sobre él. Joel descubre la existencia de otro Fleishman en Rusia que ha sufrido persecución como judío. Holling recibe la visita de un inspector de sanidad. Maggie trata de ser mejor persona, al descubrir que un compañero fallece en un vuelo que ella debería haber hecho en su lugar.                                     |
| 10. | Crimen y castigo                  | Una orden de extradición desde otro estado llega a nombre de Chris, que se tiene que someter a juicio con la juez rotativa que pasa en esos momentos por Cicely. Mike, sin experiencia previa en este campo, será el responsable de ejercer la defensa, usando inesperados argumentos. |
| 11. | Supervivencia de las especies     | Aparecen restos indios antiguos en el jardín de Maggie, y Maurice organiza su extracción y catalogación. Un joven de 12 años, huido de un campamento, aparece en Cicely y traba relación con Holling y Chris. Ed tiene sueños acerca de la destrucción del medioambiente y quiere hacer algo para evitarlo. |
| 12. | Revelaciones                      | Joel está desquiciado por la inactividad al no tener pacientes. Chris se va de retiro a un monasterio, en busca de renovar su espiritualidad, aunque no es lo que él imaginaría. Ruth-Anne le compra la tienda a Maurice, quien era el anterior propietario, y crea una situación tensa entre ambos. |
| 13. | Duetos                            | "El que espera" vuelve a aparecer, para indicar a Ed su verdadero padre biológico. Un afinador de pianos con un carácter bastante difícil llega para afinar el de Holling. Maggie y Mike se besan, pero Maggie teme por su maldición de nuevo. |
| 14. | Grosse Pointe 48230               | Maggie pide a Joel que le acompañe a Grosse Pointe, al cumpleaños de su abuela, a cambio de unas entradas para el básquet. Las complejas relaciones familiares resultan aún más extrañas de lo que este esperaba. |
| 15. | Curva de aprendizaje              | Marylin se va de vacaciones a Seattle, Y Joel está preocupado por que no sepa manejarse y se ponga en peligro. Holling quiere acabar sus estudios de secundaria. La nueva profesora, también piloto, choca ideológicamente con Maggie. |
| 16. | Mal viento                        | El coho, un viento propio de la zona, sopla ocasionando cambios en el carácter de las personas. Ed piensa en el suicidio. Maggie golpea a Joel, rompiéndole la nariz, a lo que este responde con una demanda. Acabarán dando rienda suelta a su tensión sexual. Chris salva la vid de una caída a Maurice, que se siente en deuda, cosa que no soporta. |
| 17. | El desperdiciado trabajo del amor | Ed recibe un acuerdo de matrimonio por parte de su tío con una joven india a la que no conoce. Maggie no recuerda haber tenido sexo con Joel, aunque este lo afirme. Holling y Ruth-Anne se van a intentar fotografiar a un pájaro poco frecuente en la zona, para desconcierto de Maurice. |
| 18. | Luces del norte                   | Aparece un vagabundo en Cicely, para la incomodidad de Maurice, aunque resultará que su pasado no es el que él pudiera pensar. Las vacaciones de Joel son canceladas por no encontrar sustituto, por lo que este decide iniciar una huelga. Chris busca inspiración para su nueva obra, que se le resiste. |
| 19. | Disputa familiar                  | Un nuevo Totem familiar es inaugurado, y crea un conflicto entre clanes, por una antigua desavenencia. Shelly es asaltada por visiones de bailarines en cualquier momento, y recibe diferentes diagnósticos de Joel y Leonard. Joel y Maggie intentan encontrar un nombre para su "lo que sea". |
| 20. | Morriña                           | Los test demuestran que Mike está curado, tras lo que se siente obligado a aumentar su implicación en la actividad pro-medioambiental, para lo cual debe dejar Cicely, por lo que Maggie se siente traicionada. Shelly, tras su boda con Holling, quiere redecorar su habitación, aunque este no está del todo de acuerdo con el resultado. Maurice traslada su casa natal desde Oklahoma a Cicely, para evitar su derribo, y encuentra recuerdos importantes dentro de ella. |
| 21. | El gran banquete                  | Maurice celebra una gran comida por todo lo alto para festejar el 25 aniversario de Minnifield communications. Adam y Eve vuelven a Cicelyy con su recién nacido, y él se enfrenta al cocinero que Maurice ha contratado. Joel está indignado por no haber sido invitado a la fiesta. |
| 22. | Kaddish para el tío Manny         | La muerte de un tío de Joel le afecta profundamente, más al descubrir que es incapaz de juntar los 10 judíos necesarios para celebrar el Kaddish en su honor. Unos antiguos rivales de Chris (una cuestión familiar muy antigua) vienen a Cicely para pelear con él, y Bernard se ve arrastrado a la pelea, aunque está en total desacuerdo. Marilyn escoge a Holling como pareja de baile.                                                                                   |
| 23. | Sangre y barro                    | Holling siente la necesidad de plantar la tierra, y se va a intentar trabajar en ella. Maurice compra un cerdo trufero. Maggie descubre unas capacidades positivas en sí misma que ignoraba, y cambia su actitud. |
| 24. | Durmiendo con el enemigo          | El hijo coreano de Maurice viene a pedir su permiso para casarse, pero resulta que su prometida es hija de un antiguo rival de guerra de Maurice. Ed quiere hacer un doblaje de una película al idioma de su tribu, el Tlingit, para que no se pierda. Holling sufre la falta de libido de Shelly, por su embarazo. |
| 25. | Árbol viejo                       | Ootockalockatuvik, el árbol también conocido como la vieja Vicky, está enfermo, y Joel debe dar un diagnóstico sobre su posibilidad de sobrevivir. Shelly súbitamente deja de poder hablar, y en su lugar canta todo el día. Maggie es amable con Joel, y este sufre accidentes. |

Temporada 5
| USA | España | Título                                         | Sinopsis |
| --- | ------ | ---------------------------------------------- | --- |
| 1.  | 1.     | Tres doctores                                  | Joel parece haber enfermado con una supuesta "hidropesia glacial" que niega que exista, pero que los demás habitantes de Cicely afirman que es real y es lo que tiene, mientras se turnan para cuidarlo. Ed se despierta en lugares elevados sin saber cómo ha llegado a ellos. Shelly deja de cantar. |
| 2.  | 2.     | El misterio del anticuario                     | Maggie busca un regalo para su padre, que se casa, pero no la ha invitado a la ceremonia. Es su búsqueda se cruza un misterio que intenta resolver. Maurice está desconcertado porque comienza a recibir beneficios debido a su edad. Joel descubre desconcertantes similitudes entre el Yiddish y el Tlingit local. |
| 3.  | 3.     | Colmillos de vida                              | El dentista llega a Cicely. Pero todos se comportan de modo incómodo a su alrededor. Chris descubre que la corta vida de sus antepasados se debe a la tensión sanguínea y que una simple pastilla puede cambiar sus perspectivas de vida, lo que ocasiona una crisis. Una estatua de cera es encargada por el museo de Madame Tussauds con la efigie de Maurice. |
| 4.  | 4.     | Alter-Egos                                     | Bernard presenta a su nueva novia a Chris, y resulta que ella había sido novia de Chris hace años, aunque él no lo recuerda. La situación crea momentos de tensión entre ambos hermanos. Joel se siente desconcertado cuando descubre que está perdiendo sus características urbanitas. Marilyn consulta las fichas médicas de sus pretendientes. |
| 5.  | 5.     | Sin río que atraviese                          | Maggie acepta ser la reina del baile de la clase del instituto, por ser solo tres chicos, aunque no es exactamente como ella piensa. Maurice trata de llegar a un acuerdo de compra de tierras con el primer indígena en aparecer en la lista de los más ricos. Una agente de seguridad social realiza una auditoría a Ruth-Anne. |
| 6.  | 6.     | Tal para cual                                  | Los padres de Joel le visitan. La situación con su padre resulta tensa, mientras que su madre es informada por Marilyn de que "es un ágila". Holling revela que no le gustan nada los deportes, lo que crea situaciones complejas con su clientela y con Shelly. |
| 7.  | 7.     | Rosebud                                        | Maurice encomienda a Ed crear el Cicely Film Festival. Ed trae a su amigo el director Peter Bogdanovich para aconsejarle. Joel es propuesto como miembro del cuerpo de bomberos voluntarios. |
| 8.  | 8.     | Cúrate a ti mismo                              | Ed hace prácticas como Chamán con Leonard, y conoce a una paciente que le hace dudar de sí mismo. Maggie compra una lavadora para su casa. Shelly se siente molesta con el comportamiento impropio de Holling en la clases de preparación al parto. |
| 9.  | 9.     | Una taza de Joe                                | Ed descubre en un diario antiguo que el abuelo de Holling, durante una gran nevada, se comió al abuelo de Ruth-Ann por supervivencia, lo que crea una peculiar situación. Marilyn desvela sus capacidades detectivescas. Chris se enfrenta al examen para la licencia como piloto. |
| 10. | 10.    | Las primeras nieves                            | El invierno está a punto de llegar a Cicely, y sus habitantes comienzan a hacer provisión de energía. Una paciente de Joel está convencida de que se está muriendo, sin causa que Joel pueda apreciar, mientras Holling tiene que hacer previsión del número de tumbas que puedan hacer falta durante el invierno. Maggie busca la decoración perfecta para su casa. Maurice está convencido de que Shelly le dijo en un momento del pasado que le amaba, aunque Shelly afirma que no es verdad. |
| 11. | 11.    | El blues del bebé                              | Shelly se pone nerviosa, al cercarse su parto, con las continuas historias que le cuentan sobre las dificultades que pueden ocurrir en ese momento. Joel y Maggie discuten sobra la importancia o no de tener descendencia. Ed recibe la visita de un agente interesado, pero que le propone cambios importantes en su guion. |
| 12. | 12.    | Mr. Sandman                                    | La aurora boreal crea efectos inesperados en los habitantes de Cicely. Sus sueños se intercambian, creando confusión y desvelando secretos. Joel intenta ejercer como psicoterapeuta para arreglar la aversión a la comida de Holling. |
| 13. | 13.    | Una pizca es bastante                          | Chris sufre una nueva crisis artística con su escultura actual. Maggie se obsesiona con los ácaros cuando Joel le diagnostica una nueva alergia. Maurice invita a un violinista profesional para chequear la autenticidad de un Guarnieri del Iesu que está dispuesto a comprar como inversión. |
| 14. | 14.    | Un rayo del cielo                              | Maurice quiere hacer una exhibición de fuegos artificiales, pero Adam la intenta sabotear porque piensa que los contratados para ello son espías. Ed recibe una descarga de un rayo. Joel convence a un guarda forestal para salir de su aislamiento al tener que dejar su cabina y reintegrarse en la sociedad. |
| 15. | 15.    | Hola, Te Quiero                                | Shelly ya está fuera de cuentas, pero no da a luz, por lo que le programan un parto inducido, y justo antes de irse, conoce a una niña. Ruth-Anne se va a recoger unos expositores acompañada por Walt. Maggie y Joel hacen algunas actividades juntos. |
| 16. | 16.    | Hospitalidad norteña                           | Cuando Joel descubre que los lugareños tienen asumido que no corresponde nunca a las invitaciones a cenas y similares, decide organizar una velada en su cabaña. Maggie le intenta ayudar, pero las cosas no funcionan exactamente como deberían... Shelly cruza la frontera, porque quiere que su hijo mantenga la nacionalidad canadiense. Chris se replantea su actividad cuando recibe una nota de un suicida.                                                                               |
| 17. | 17.    | Una volta in l'inverno                         | Un visor iluminado para aplacar los efectos psicológicos de la falta de luz en la noche continua invernal de Cicely crea un efecto inesperaod en Walt. Joel y Maggie se quedan atrapados en el aeropuerto en una tormenta de nieve. Ed aparece inesperadamente. Ruth-Anne quiere estudiar italiano para poder leer La Divina Comedia en su idioma original, y descubre que Shelly habla el idioma.                                                                                               |
| 18. | 18.    | Historia de peces                              | Maggie se ofrece para preparar una comida de Pascua para Joel. Joel se va a pescar, y acaba encontrándose con un monstruo que habita en el lago. Holling hace pinturas por el sistema de rellenar números. Ruth-Anne se va de escapada en moto. |
| 19. | 19.    | El regalo de Maggie                            | Joel se siente depresivo por no tener a nadie de su nivel para hablar de medicina. Maggie trata de ayudarle. Un incendio en la casa de Maurice hace que tenga que irse a vivir unos días con Holling y Shelly. Chris es incapaz de disparar a un ciervo. |
| 20. | 20.    | Un ala y una creyente (Con los dedos cruzados) | Ed descubre accidentalmente un romance entre Ruth-Anne y Walt. Maggie construye un ultraligero con la ayuda de Maurice. Un sacerdote católico llega a Cicely para bautizar a la hija de Shelly. |
| 21. | 21.    | Siento la tierra moverse                       | Ron y Erick deciden casarse. Holling se ofrece para mejorar el precio del catering que tienen contratado. Maggie siente temblores cuando está cerca de Joel. |
| 22. | 22.    | Grand Prix                                     | Maurice patrocina una carrera de sillas de ruedas. El tema de los sponsors resulta complejo. Ed vuelve a tener visita del hombre verde. El novio de Marylin se decepciona ante su nuevo jefe en el trabajo. |
| 23. | 23.    | Lazos de sangre                                | Un exnovio de Maggie visita Cicely tratando de reconquistarla. Joel sufre una crisis personal mientras extrae sangre en la competición anual de donantes, en la que Maurice trata por todos los medios de desbancar a otra población rival. Ed descubre que su grupos sanguíneo coincide con el de una mujer que por su edad podría ser su madre. |
| 24. | 24.    | Locos y amantes                                | Joel descubre un Mamut que está descongelándose tras salir de un glaciar. Maurice usa al violinista enamorado de su Guarnieri del Jesù para homenajear a Barbara en su cumpleaños. Una antigua amiga de juventud, de la que Chris guarda un maravilloso recuerdo, viene de visita. |
|     | 25.    | Zarya                                          | (Ver temporada 6, número 6) |

Temporada 6
| USA | España                 | Título                    | Sinopsis |
| --- | ---------------------- | ------------------------- | --- |
| 1.  | 1.                     | Cena a las 7:30           | Joel sufre una alucinación con una medicina de Ed, y se ve viviendo una realidad alternativa en Manhattan, donde los personajes de la serie asumen roles muy diferentes a los propios. |
| 2.  | 2.                     | El ojo vigilante          | Ed ayuda a un investigador privado a documentar un posible caso de fraude a aseguradora por parte de un habitante de Cicely. Maggie dona una hucha mecánica de su abuela para una subasta benéfica, mientras que Maurice hace lo propio con una caja de vino que se ha estropeado.                                                                                    |
| 3.  | 3.                     | Shofar, so good           | En el Yom Kippur, tras haber despedido a Marilyn por sus ausencias al trabajo, Joel recibe la visita de su rabino recreando el famoso Cuento de Navidad de Dickens. Holling se entristece por el desplante de su primera hija. Maurice organiza una accidentada caza del zorro para impresionar a una aristócrata inglesa.                                            |
| 4.  | 4.                     | La carta                  | Maggie encuentra una carta que se dirigió a sí misma con 15 años, en la que manifestaba una serie de esperanzas en el futuro que no se han cumplido. Un nuevo peluquero en Cicely detecta un bulto sospechoso en la cabeza de Joel, y se enfrenta a Chris. Shelly se obsesiona con una carta en cadena.                                                               |
| 5.  | 5.                     | La bata                   | Un vendedor de jacuzzis llega a Cicely viajando con su cabra, y le hace una curiosa propuesta a Shelly. Joel se enfrenta a un importante estudio médico que Ed estropea. Chris se encuentra con un muñeco de ventrílocuo con el que consigue un importante éxito ofreciendo respuestas muy diferentes a las que suele dar.                                            |
| 6.  | Emitido en temporada 5 | Zarya                     | Marylin sufre de dolores en una pìerna, que Ed atribuye a la relación con una historia que su abuelo le contaba acerca de la historia de Cicely. Vemos dicha historia, en la cual la princesa Anastasia se reúne allí con Lenin, tras la revolución rusa. Los actores habituales hacen de los protagonistas de la historia.                                           |
| 7.  | 6.                     | Totalmente vertical       | Joel se va a San Petersburgo a dar una conferencia, e invita a Maggie a acompañarle. Pero el avión tiene una avería y no consigue despegar. Todo ello crea una tensión que se resolverá de un modo inesperado. Mientras, Maurice intenta educar a un sobrino para continuar con sus empresas, y Chris tiene un nuevo arrebato artístico influido por la electricidad. |
| 8.  | 7.                     | Río arriba                | Joel abandona Cicely para irse a vivir a un mínimo y remoto asentamiento río arriba. Ed va a buscarle, y Joel le explica qué le ha llevado a tomar esa decisión, tras haberse ido antes a vivir con Maggie. Descubrimos también un romance entre Ruth-Anne y Walt, y el intento de Chris de ampliar su caravana.                                                      |
| 9.  | 8.                     | Hijos de la tundra        | Phill Capra llega a Cicely para ocupar el puesto que Joel ha dejado libre, con su mujer Michelle, para descubrir que no es exactamente lo que pensaban. Holling quiere ser admitido en el club social "Hijos de la Tundra". Ed adquiere la capacidad de ver el futuro tras comer una trucha que en realidad era un cuervo.                                            |
| 10. | 9.                     | Realpolitik               | Maggie es la nueva alcaldesa y trata de hacer cambios en Cicely. Chris se ve afectado por la nueva Maggie. Joel invita a un extrajo juego de golf a Phill. Marilyn compra un perro para usarlo como semental. |
| 11. | 10.                    | El gran hongo             | Maggie visita a Joel por su cumpleaños, presa de unas extrañas visiones sobre su futuro. Los Capra hacen una cena con invitados en su casa, y descubren que las etiquetas no son las mismas que en otros sitios. Ed intenta recordar el ungüento con que curó un Herpes a un habitante de Cicely.                                                                     |
| 12. | 11.                    | Mi casa, su casa          | |
| 13. | 12.                    | Estrechamientos (Cuernos) | |
| 14. | 13.                    | La maldición de mamá      | |
| 15. | 14.                    | La búsqueda (La misión)   | |
| 16. | 15.                    | Gente con suerte          | |
| 17. | 16.                    | El graduado               | |
| 18. | 17.                    | La pequeña Italia         | |
| 19. | 18.                    | Bolos                     | |
| 20. | 19.                    | Bus stop                  | |
| 21. | 20.                    | Osa menor                 | |
| 22. | 21.                    | Bailemos                  | |
| 23. | 22.                    | Base tranquilidad         | |